# Cheilochromis euchilus
Cheilochromis euchilus, unica specie conosciuta del genere Cheilochromis, è una specie di ciclidi endemica del Lago Malawi nell'Africa Orientale, dove predilige aree vicine alla riva, con fondali rocciosi. Questa specie raggiunge una lunghezza di 35 centimetri (lunghezza totale). È impiegata come specie da acquario.